# Charpai

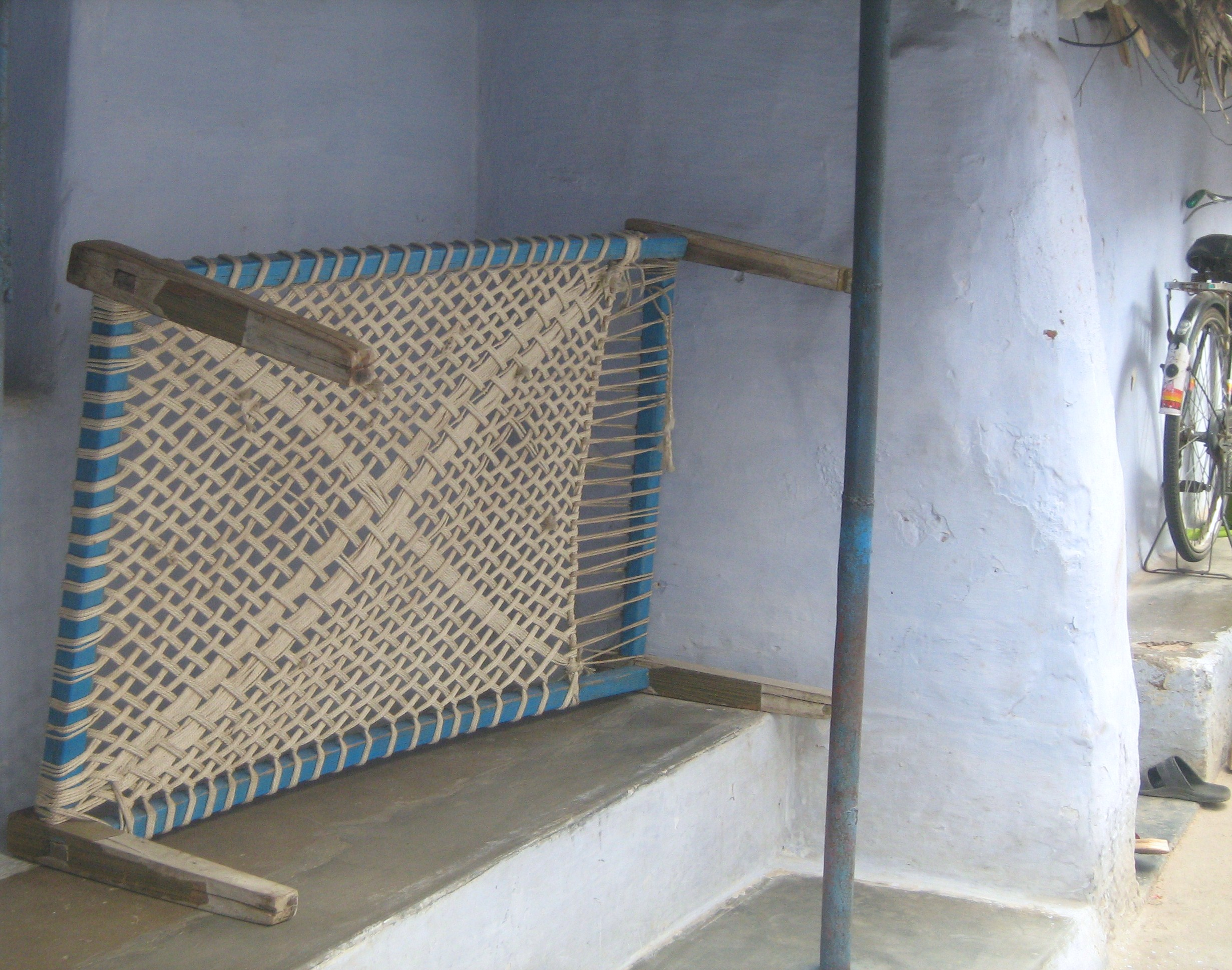
Tamil Nadu, 2009

Charpai, Charpaya, Charpoy, Khat ou Manji (hindi : चारपाई, bengali : চারপায়া, ourdou : چارپائی, saraiki, pendjabi ; char " quatre " + paya " pied ") est un lit traditionnel tissé utilisé dans toute l'Asie du Sud. On trouve des variations régionales en Afghanistan et au Pakistan, dans le nord et le centre de l'Inde, au Bihar et en Birmanie. Il est également connu sous le nom de khaat, khatia ou manji, et de manjaa. Il peut aussi être utilisé comme banc, dans des réunions informelles ou formelles

## Fabrication
Le charpai est un modèle simple et facile à construire. Il était traditionnellement fabriqué à partir d'un cadre en bois et de cordes en fibres naturelles, mais les charpaïs modernes peuvent avoir des cadres métalliques et des bandes en plastique, recyclées ou non. Le cadre est constitué de quatre solides poteaux verticaux reliés par quatre membres horizontaux ; cette conception permet à la construction de se positionner elle-même.
Les sangles peuvent être fabriquées à partir de coton, de feuilles de dattier et d'autres fibres naturelles.
Il existe de nombreuses interprétations du motif traditionnel et, au fil des ans, les artisans ont innové en ce qui concerne les motifs de tissage et les matériaux utilisés. Le tissage est réalisé de nombreuses manières, par exemple un tissage en diagonale (biais), avec une extrémité tissée courte, et lacée à l'embout, pour les réglages de tension (ce qui aide à contrôler l'affaissement du lit lorsqu'il vieillit avec l'usage).
Dans la méthode traditionnelle, les cordes sont fabriquées en 3 étapes : « La fibre est d'abord filée en fils à l'aide du rouet et de mécanismes similaires. Ensuite, le fil est tricoté en cordes. Enfin, les cordes sont ajoutées au charpoy »

Types de charpais
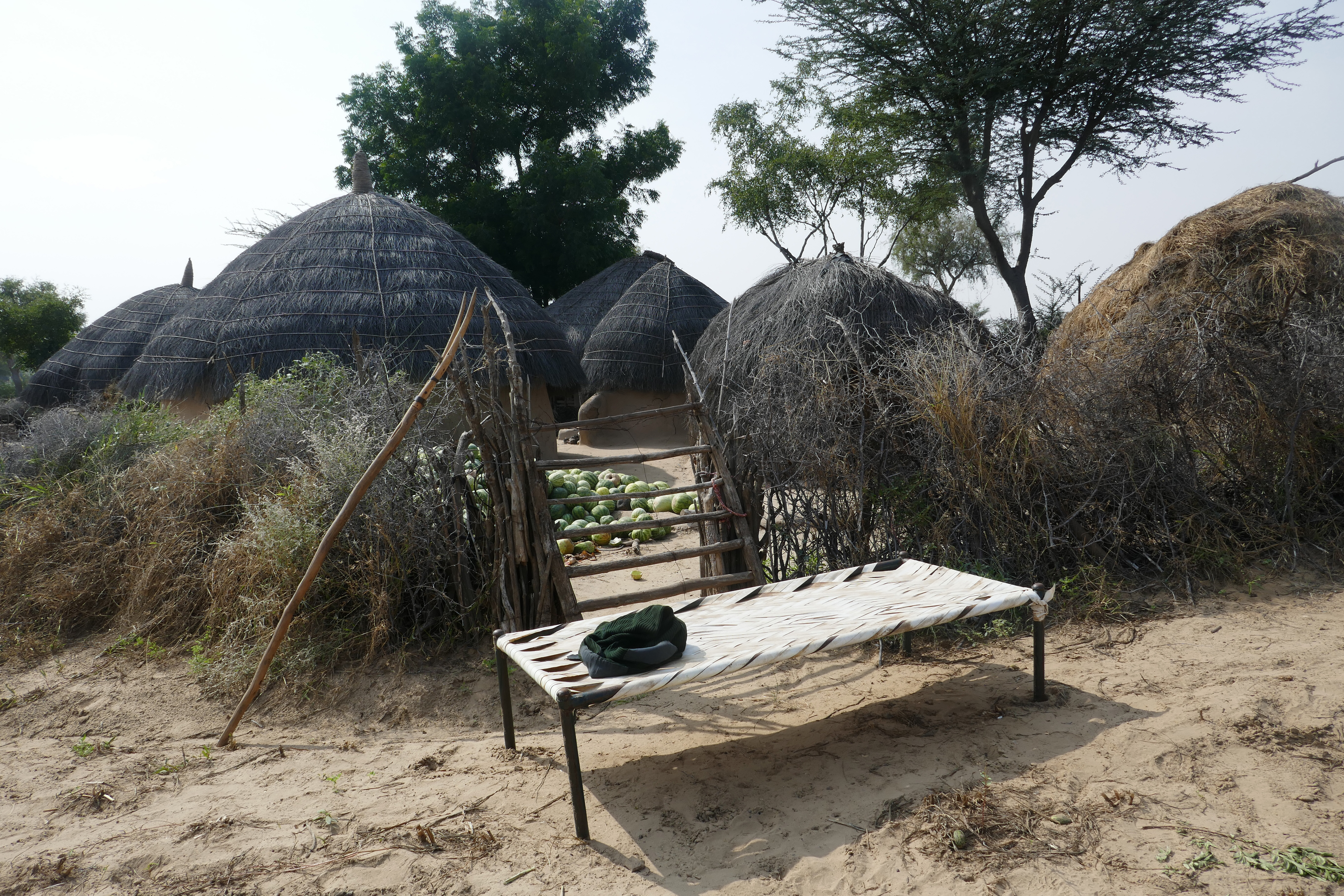
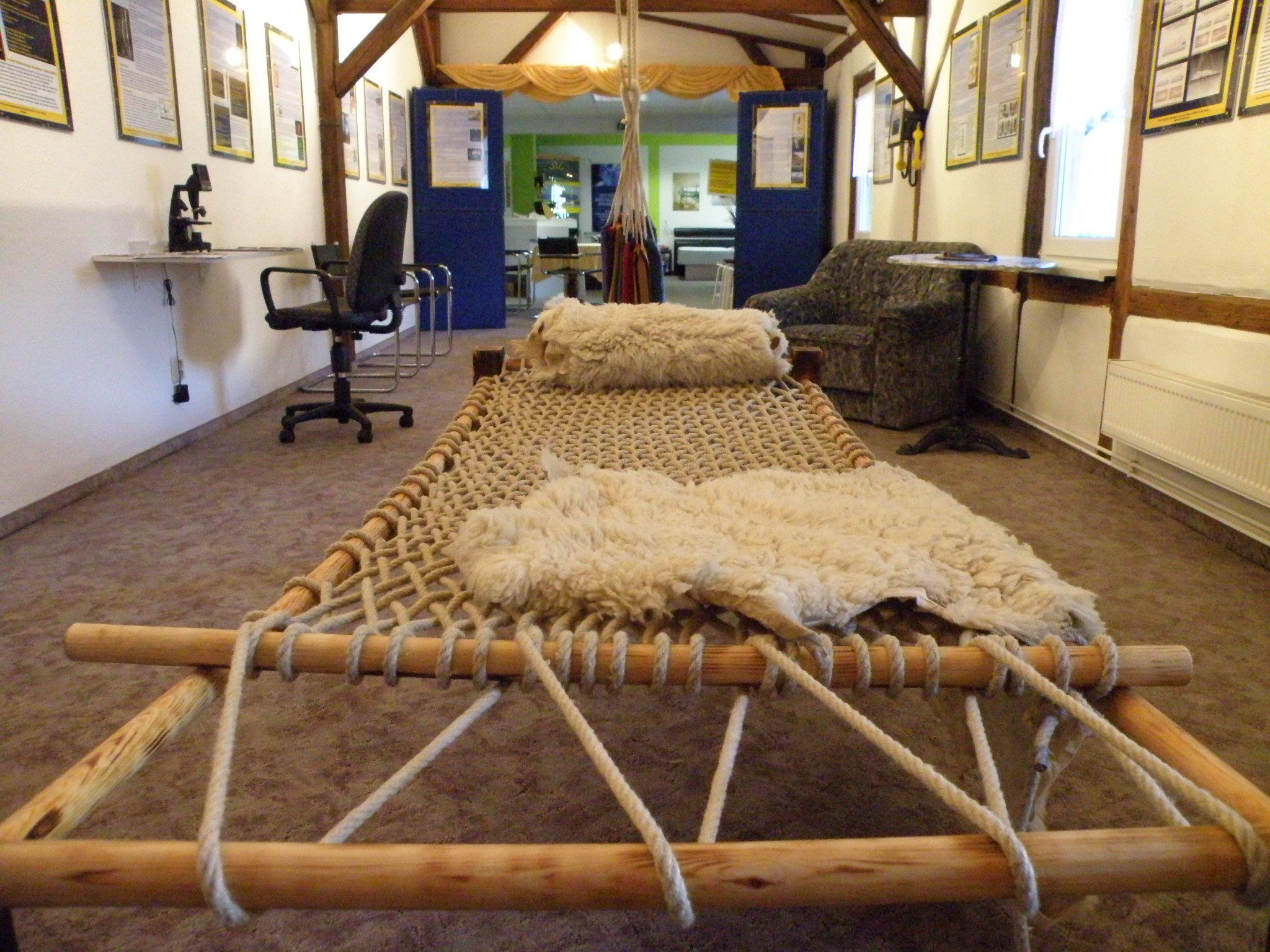
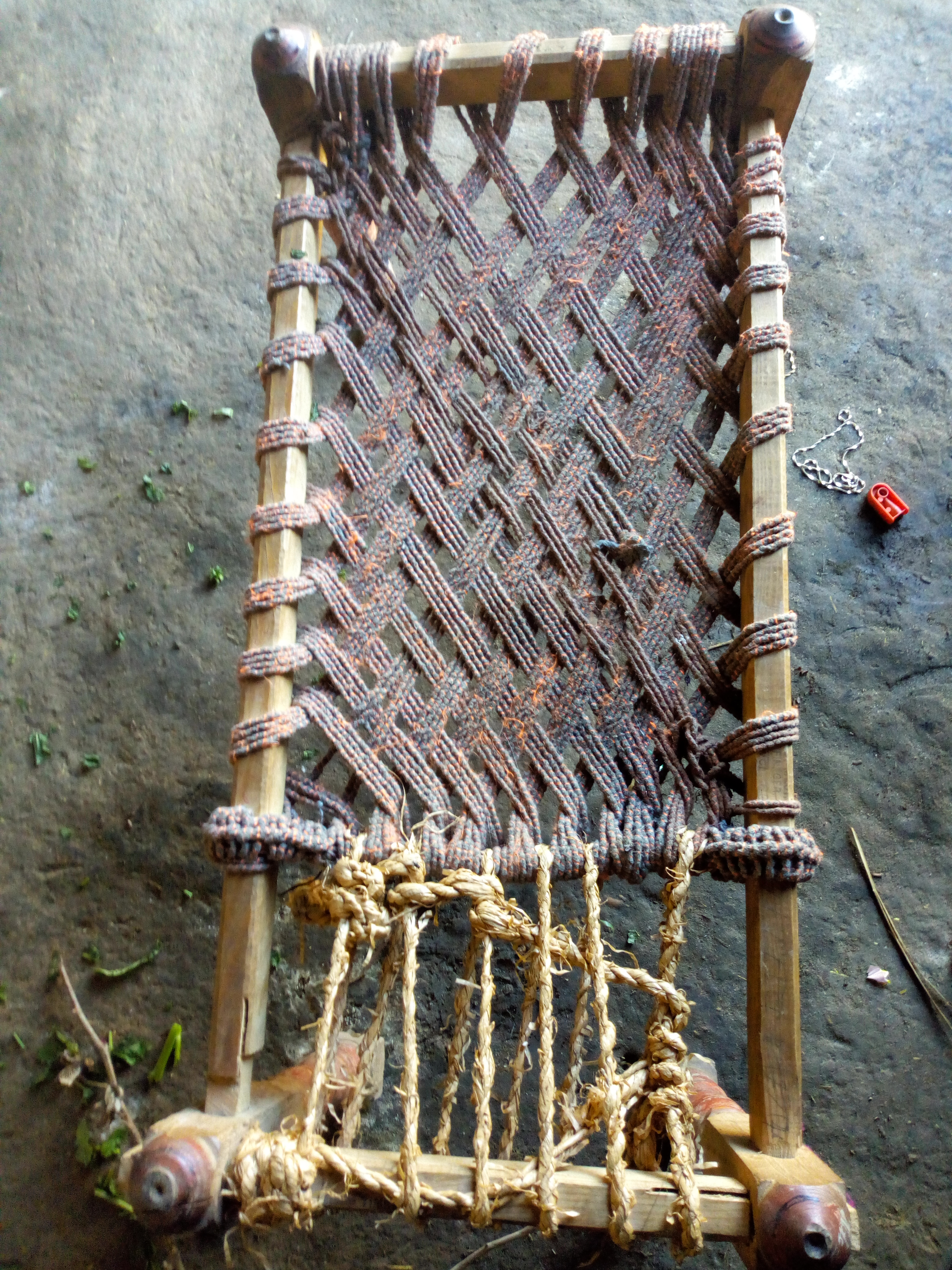
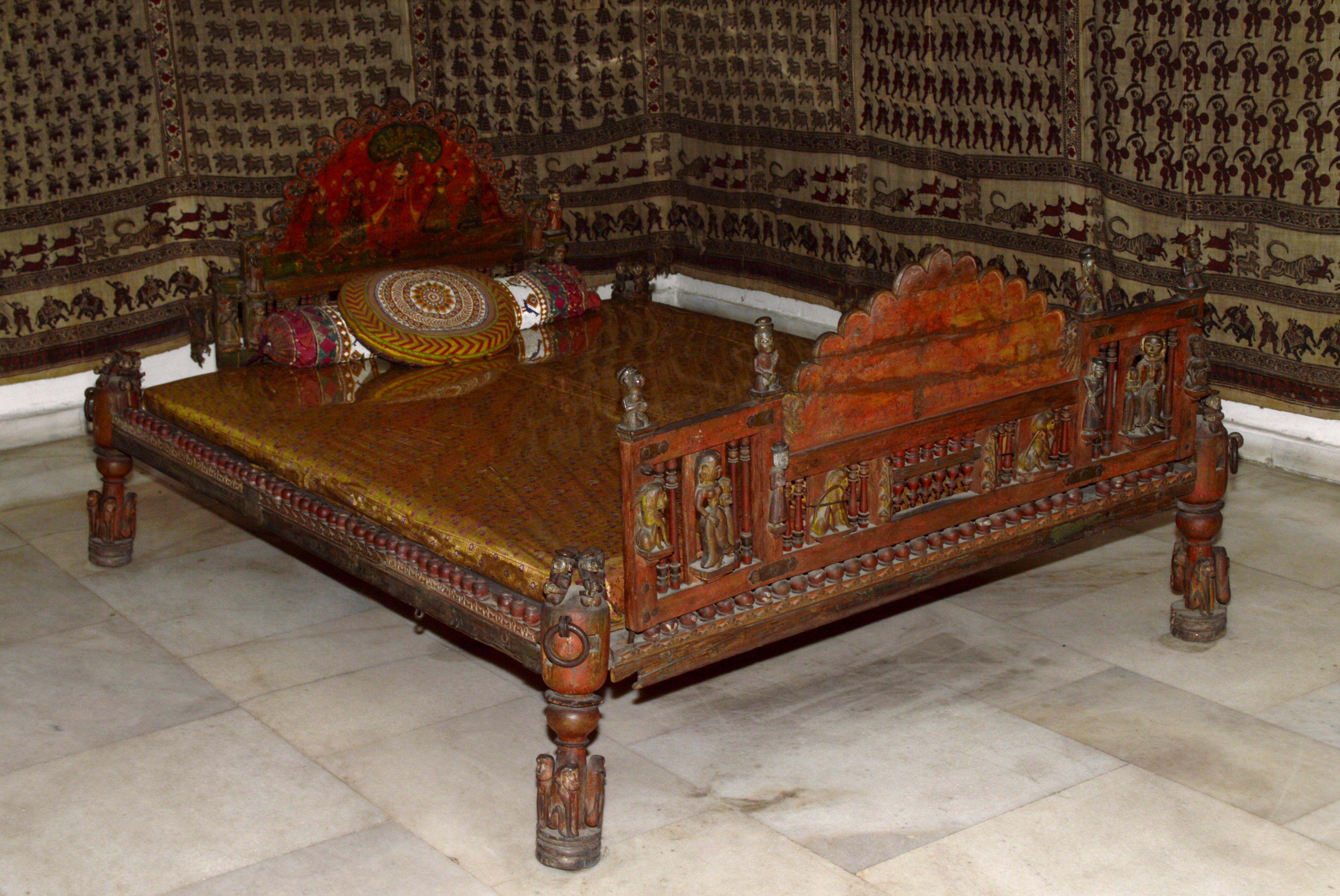

## Utilisation
Il est surtout utilisé dans les régions chaudes : dans les régions froides, un lit en corde similaire serait surmonté (d'une palliasse (en) ou d'une couette isolante, rembourrée de paille, de paille ou de plumes de duvet), et éventuellement suspendu par des rideaux.

Photos anciennes
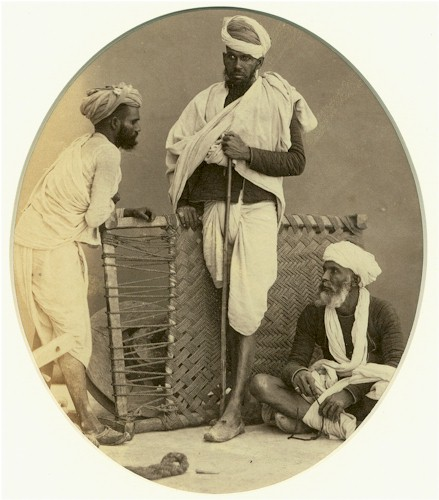
Indiens, 1862
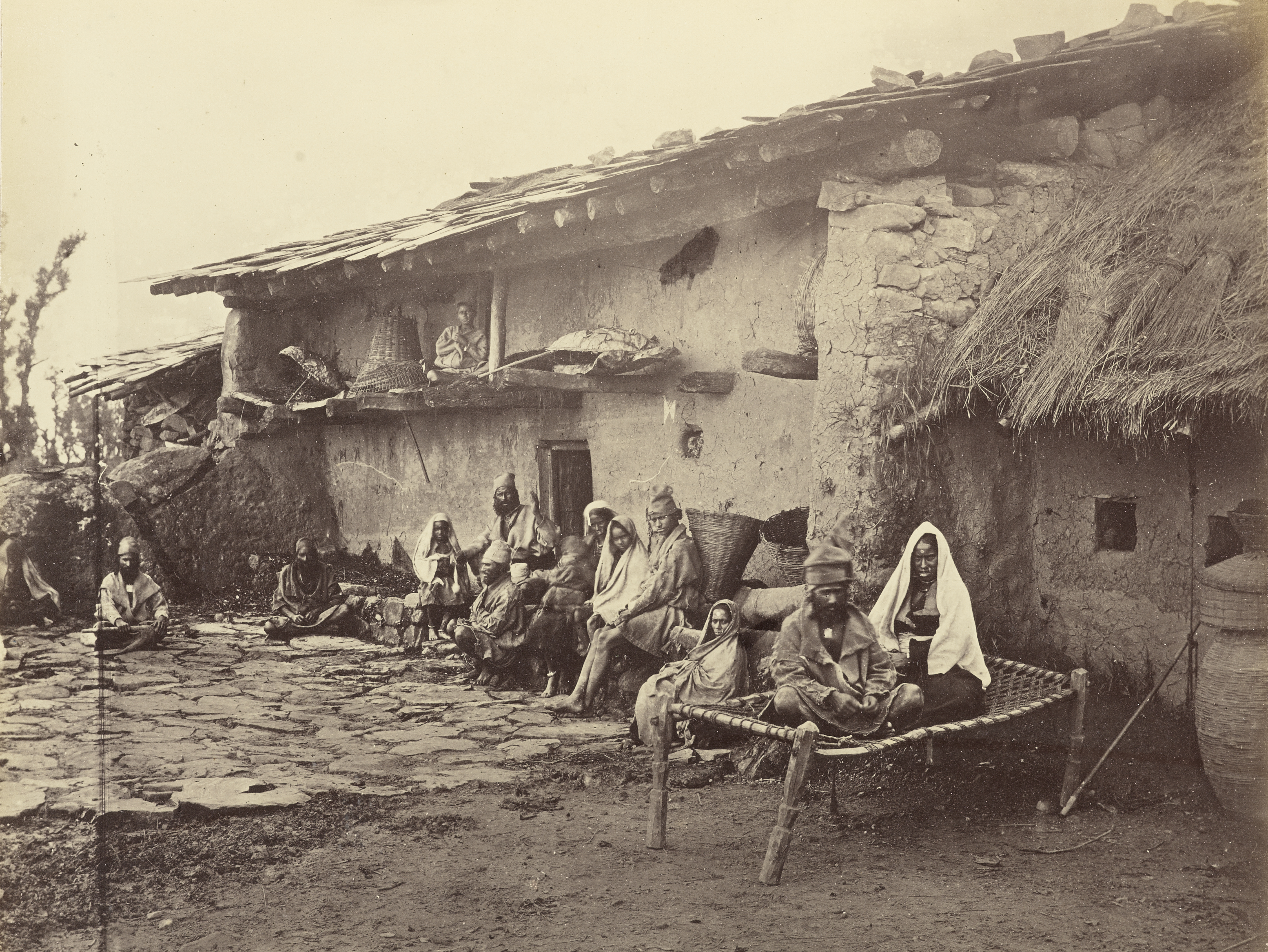
Himachal Pradesh, 1863
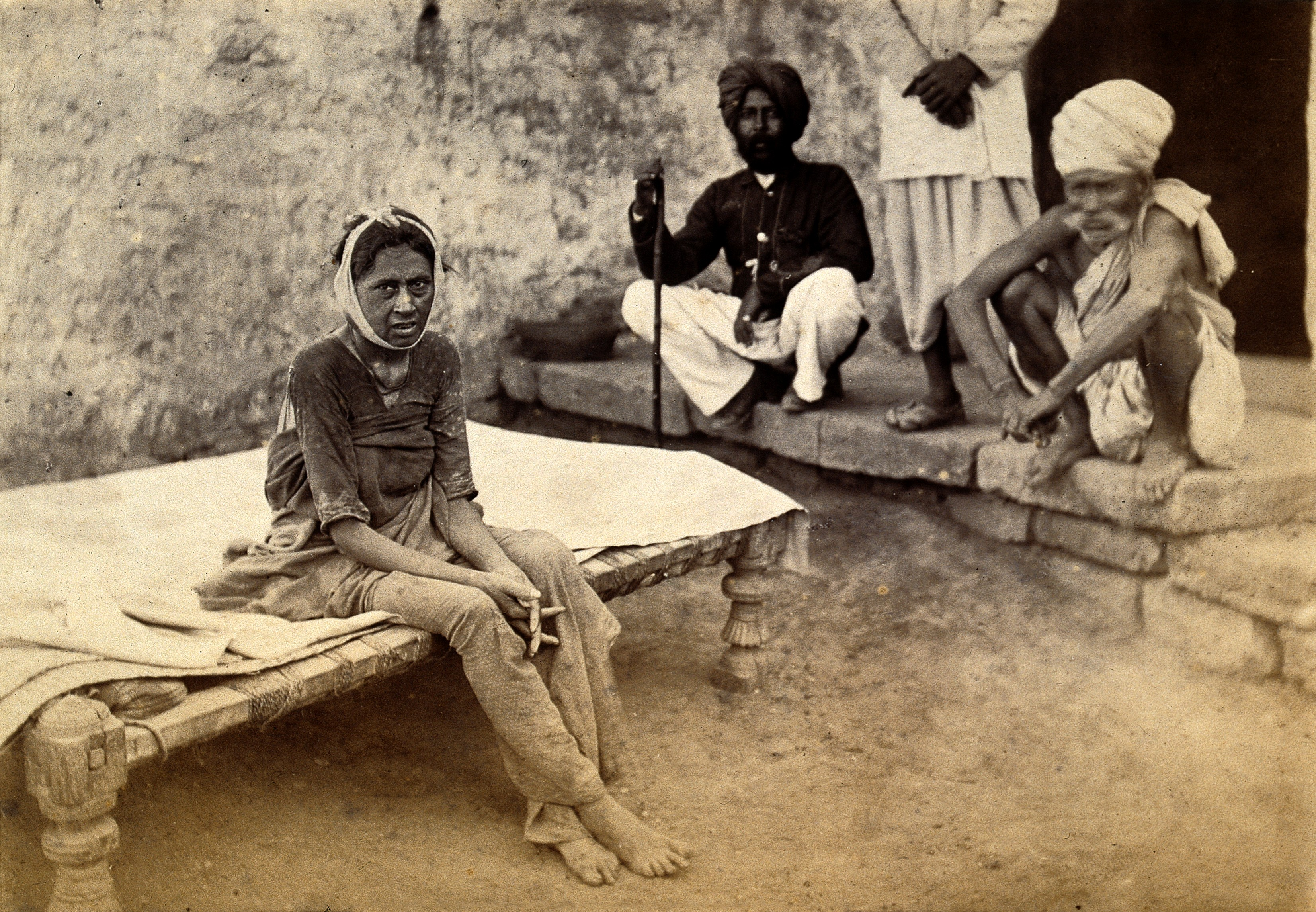
Femme atteinte de la peste bubonique, Karachi, 1897
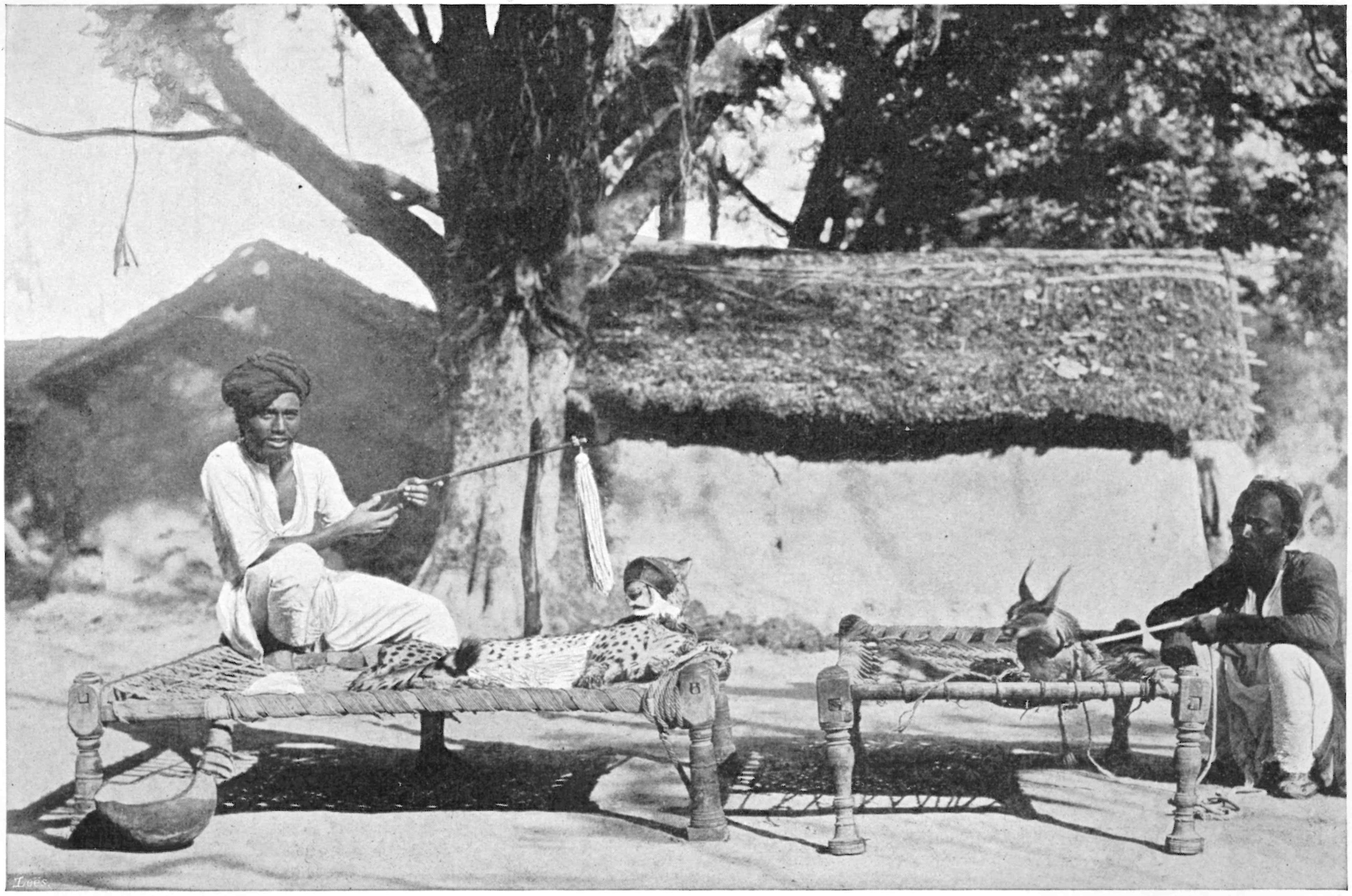
Rajasthan, 1903, photo de Kurt Boeck (en)

Utilisation contemporaine
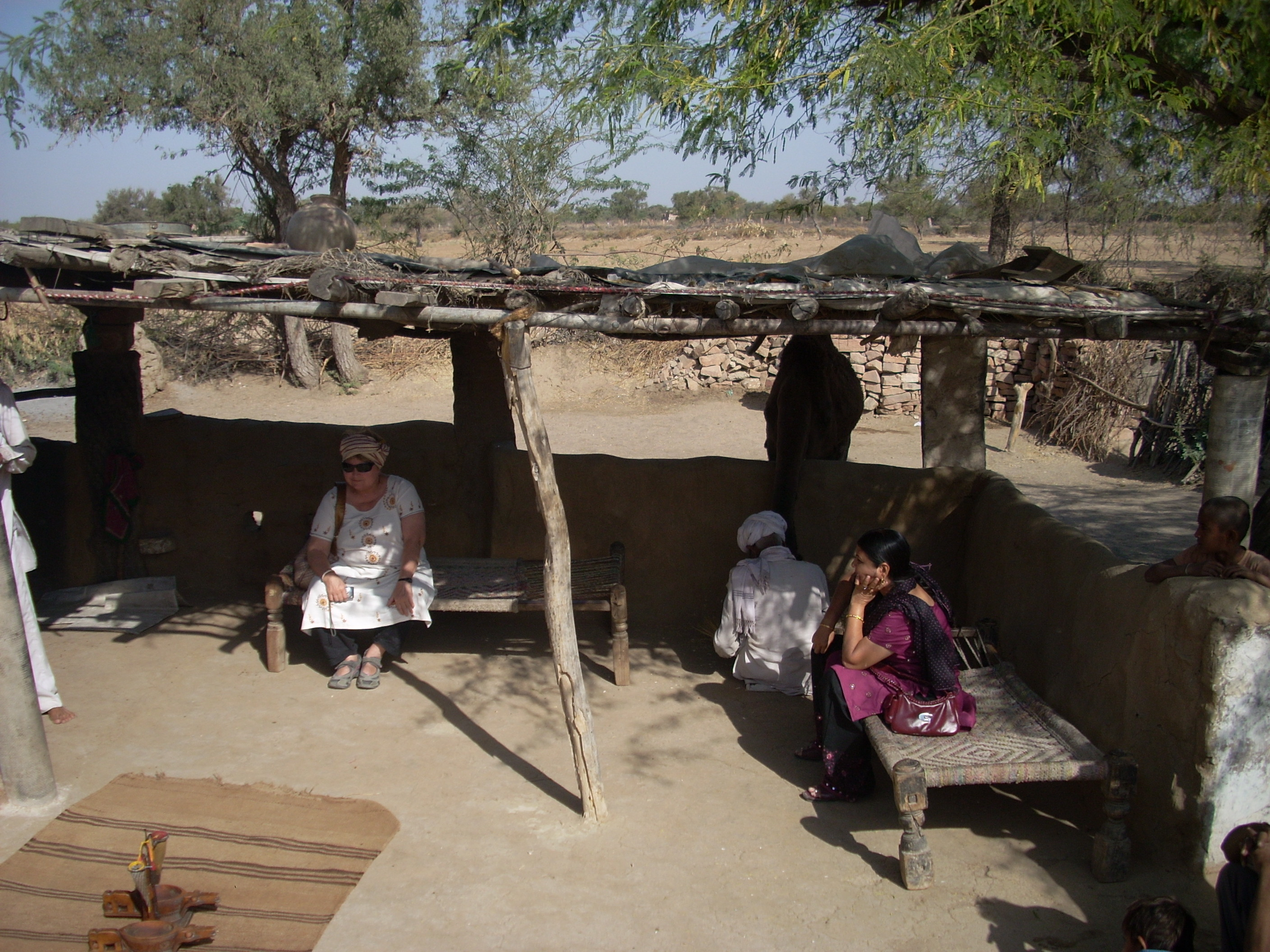
Rajasthan, 2009
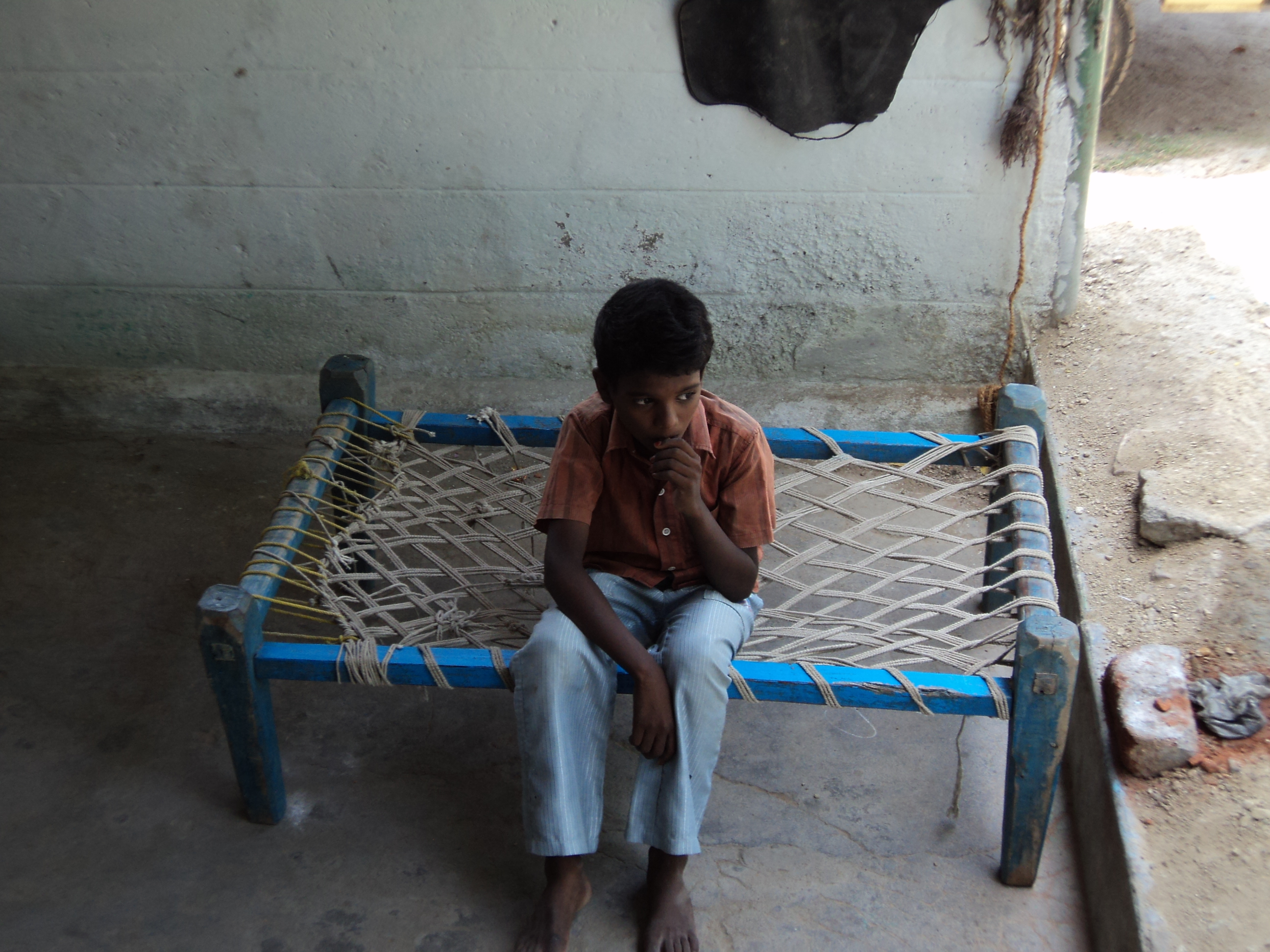
Tamil Nadu, 2011
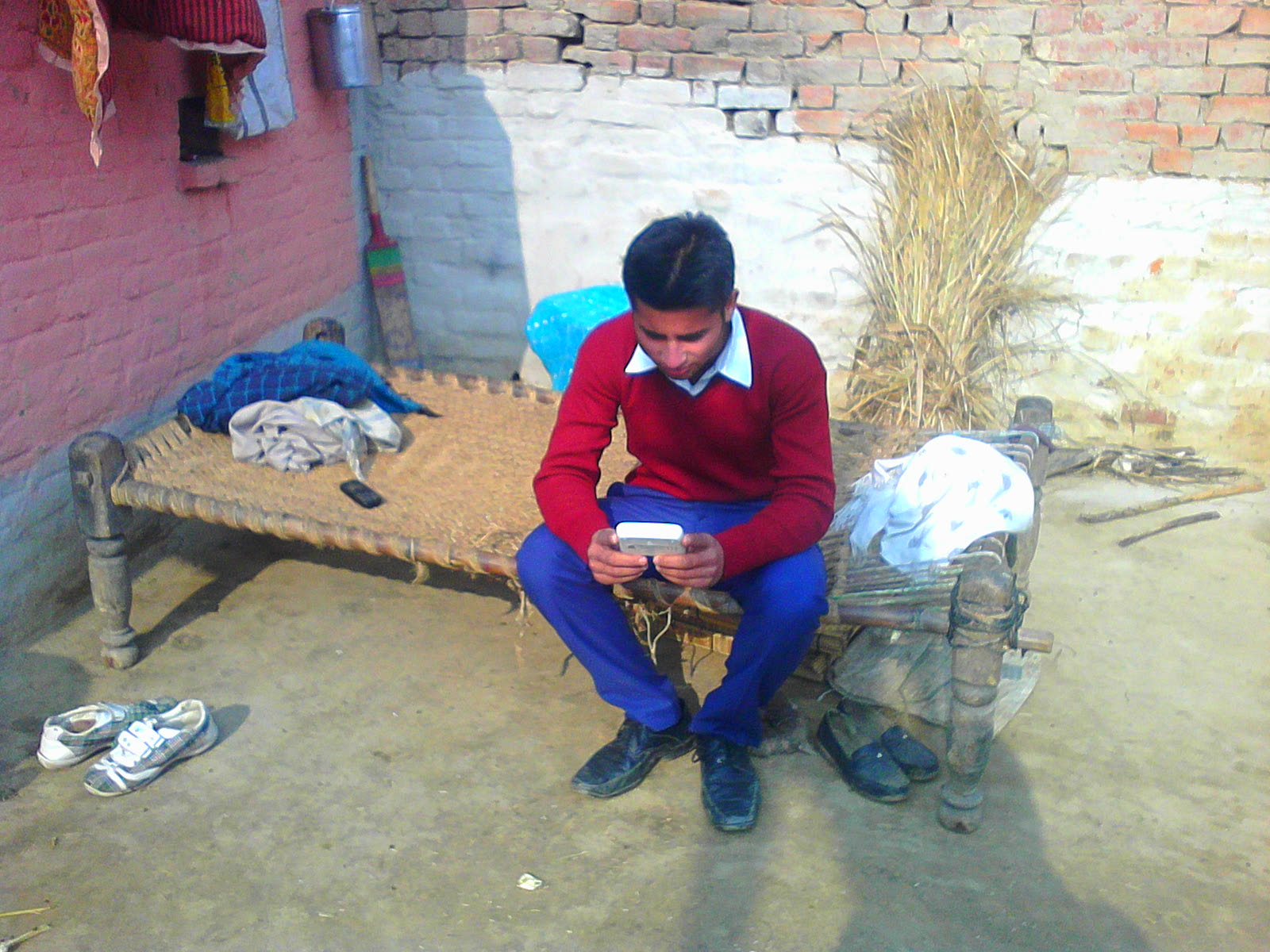
Étudiant indien, 2014
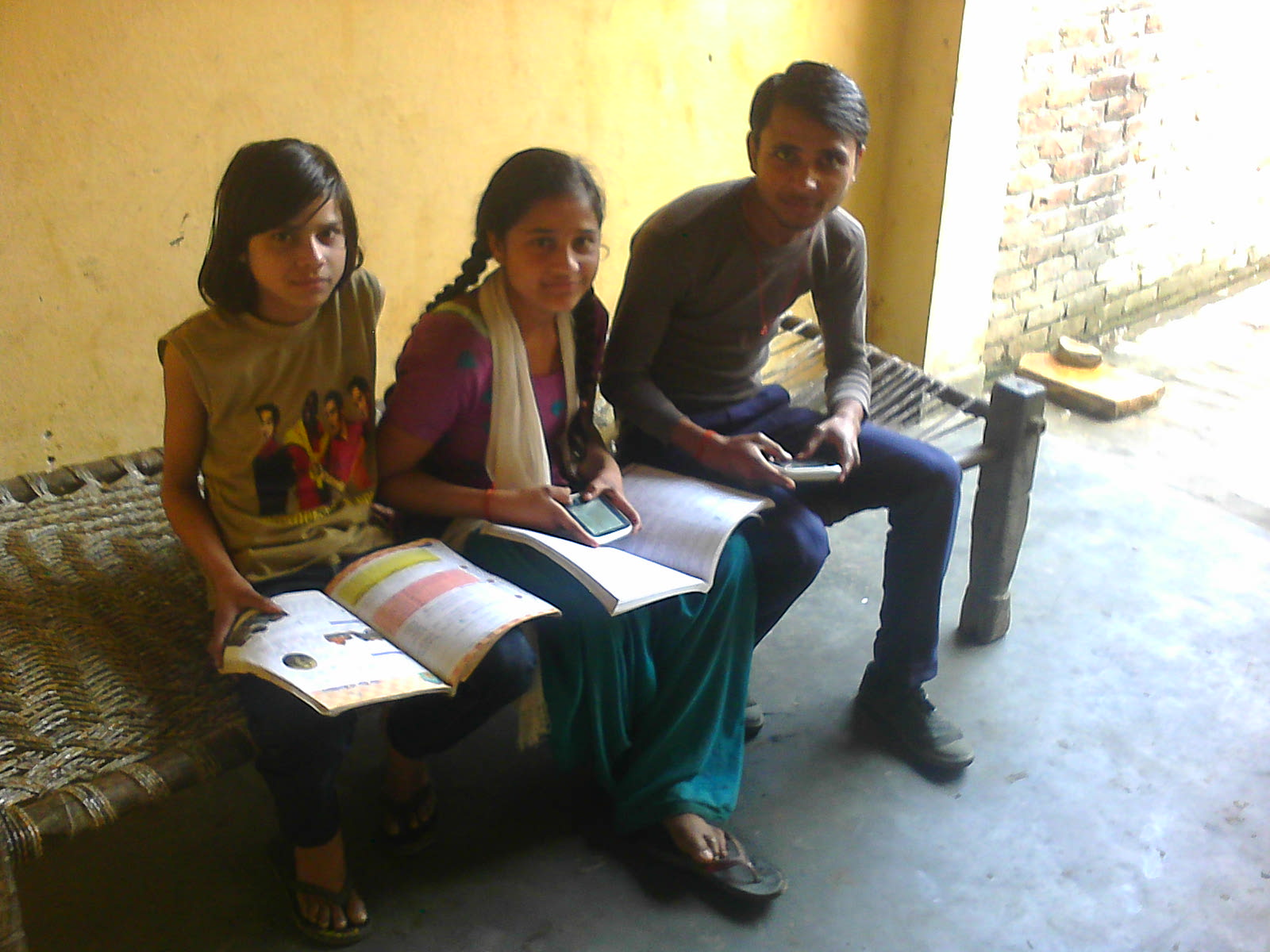
Étudiants indiens, 2014
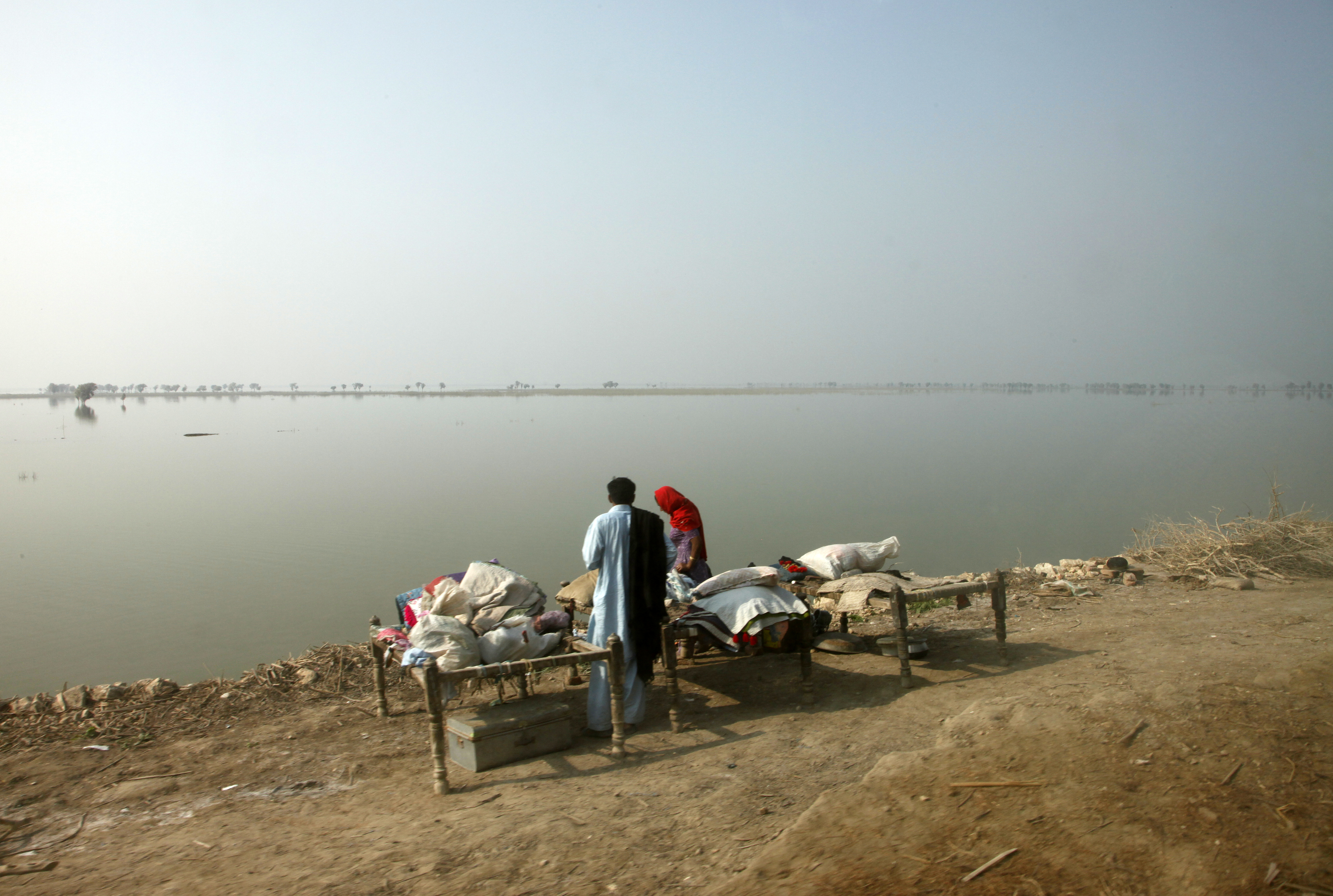
Victimes d'inondations

## Histoire
Dans les années 1300, Ibn Battûta décrivitt le charpai comme ayant "quatre pieds coniques avec quatre traverses de bois sur lesquelles sont tissées des tresses de soie ou de coton. Lorsqu'on s'allonge dessus, on n'a besoin de rien pour le rendre souple, car il se positionne de lui-même
Des charpais adaptés ont été utilisés comme mobilier de campagne (en) colonial,
Selon Ayush Kasliwal, le charpai était un symbole de statut social : « Un chef de village s'assoit toujours sur un charpai, les villageois sur le sol. Inviter quelqu'un à s'asseoir avec vous sur un charpai indique que vous considérez l'autre comme un ami ou un égal. Le charpai est également brûlé avec le corps sur un bûcher funéraire hindou, d'où l'origine des expressions kandha dena et khatiya khadi karna » Il ajoute que le tableau de Tagore intitulé Le passage de Shah Jahan montre l'empereur moghol reposant sur un charpai incrusté de pierres précieuses alors qu'il rend son dernier soupir en regardant le Taj Mahal à l'horizon.

Le charpai dans l'art
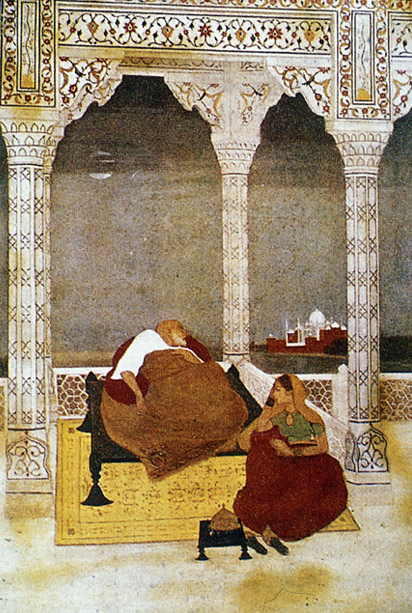
Abanîndranâth Tagore Le passage de Shah Jahan